# Ougaritique
L'ougaritique est une langue chamito-sémitique éteinte de type cananéen, appartenant au groupe nord-ouest des langues sémitiques, parlée dans la ville d'Ougarit à l'âge du bronze récent (XVe – XIIe siècles av. J.-C.).

## Présentation

L'alphabet ougaritique.

Elle était écrite avec l'alphabet ougaritique, un alphabet consonantique cunéiforme.
Ougarit, située en Syrie actuelle, a été redécouverte en 1928 par des archéologues français. Sa découverte a permis une meilleure compréhension du contexte dans lequel a été écrit l'Ancien Testament, dans la mesure où les Hébreux vivaient aux côtés d'Ougarit, avec laquelle de nombreux échanges culturels eurent lieu et dont la langue est très proche de la leur.

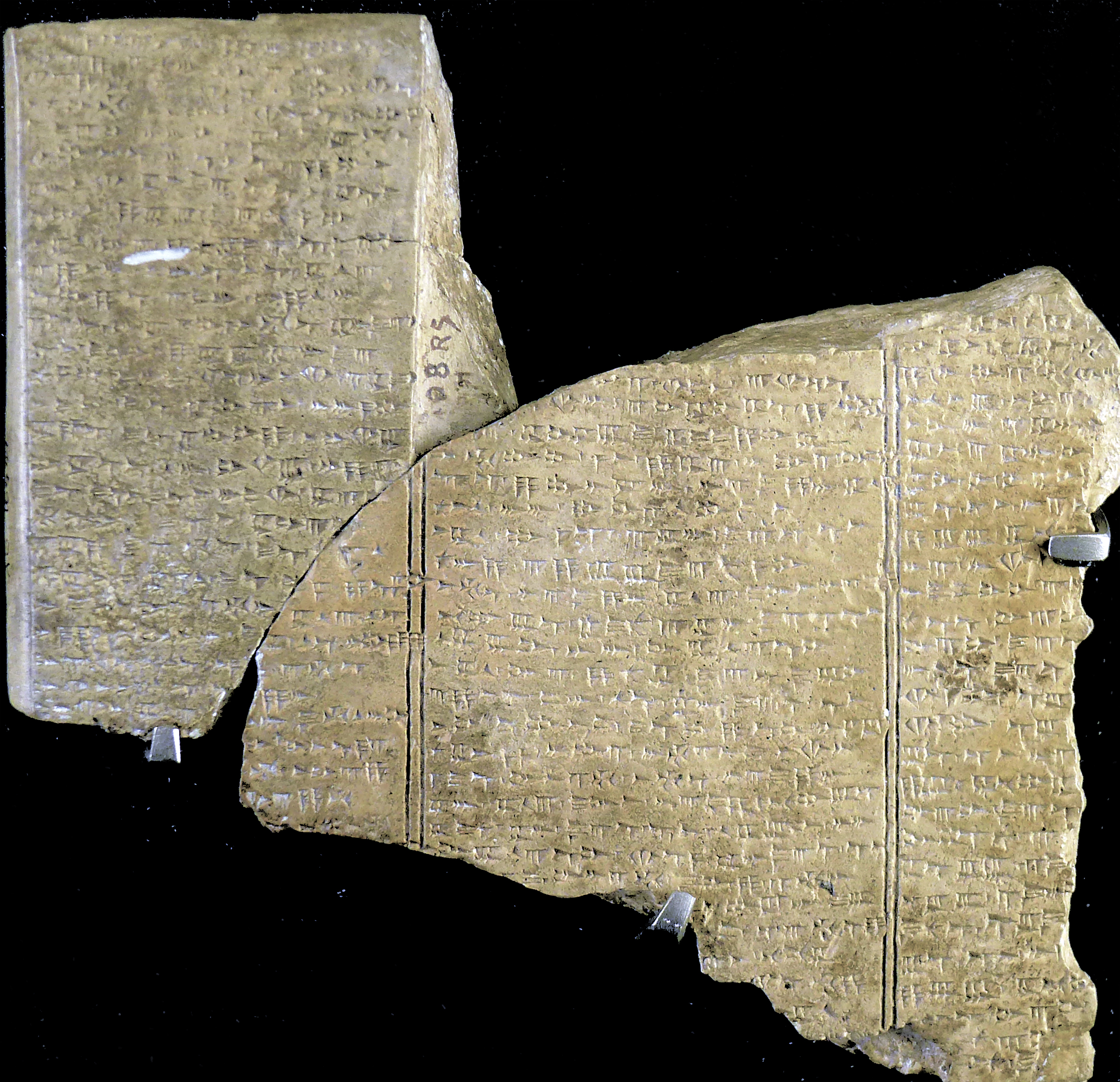
Exemple d'écriture ougaritique, Louvre, AO1641 et AO16642.

## Exemples de texte
Texte ougaritique

𐎌𐎎𐎟𐎓𐎘𐎚𐎗𐎚𐎟𐎖𐎍𐎟𐎊𐎌𐎗𐎟

𐎛𐎏𐎎𐎗𐎟𐎍𐎁𐎛𐎟𐎌𐎎𐎟𐎍𐎁𐎛𐎟𐎌𐎎𐎟𐎚𐎋𐎌𐎄𐎟𐎍

𐎚𐎕𐎔𐎖𐎟𐎍𐎈𐎚𐎟𐎄𐎟𐎂𐎗𐎟𐎛𐎍

𐎐𐎎𐎗𐎟𐎈𐎘𐎗𐎚𐎟𐎓𐎘𐎚𐎗𐎚

𐎐𐎎𐎗𐎟𐎈𐎘𐎗𐎚𐎟𐎚𐎗𐎖𐎕

Translittération

šuma ʿAṯtarti qāla yašir

ʾiḏmara šuma labʾi šuma takaššidu lê

taṣpiq laḥata dā gūri ʾIli

namiru ḥaṯiratu ʿAṯtartu

namiru ḥaṯiratu tarquṣu

Traduction

Que ma voix chante le nom d'ʿAṯtartou,

Puissé-je louer le nom de la lionne. Ô nom, puisses-tu être victorieux ?...

Puissiez-vous fermer les mâchoires des agresseurs d'El.

Une puissante panthère est ʿAṯtartou,

Une puissante panthère qui bondit.

| Ougaritique                              | Français                                                                                              |
| ---------------------------------------- | --- |
| nqmd mlk 'ugrt ktb spr hnd               | Niqmaddou, roi d'Ougarit, a écrit ce document                                                         |
| l ym hnd 'iwr'kl pdy 'agdn               | À partir de ce jour, Iwirkdou a racheté Agdenou                                                       |
| k tcrb 'ṯt Sd bt mlk k t'rbn ršpm bt mlk | Quand Athtart du Champ entre dans la maison du roi, quand les Reshaphim entrent dans la maison du roi |
| w bn bht ksp w ḫrṣ bht ṭhmz 'iqn'im      | Et construis une maison d'argent et d'or, une maison de lapis-lazuli pur                              |